# Jörg Mikula
Jörg Mikula (* 1975 in Graz) ist ein österreichischer Musiker (Schlagzeug, Perkussion, Komposition), der genreübergreifend arbeitet.

## Leben und Wirken
Mikula, der in einer musikbegeisterten Familie aufwuchs, war von Kind an vom Schlagzeug fasziniert. Ab dem Alter von zehn Jahren erhielt eine Instrumentalausbildung, unter anderem am Johann-Joseph-Fux-Konservatorium Graz. Bestärkt durch Alex Deutsch studierte er zunächst an der Kunstuniversität Graz, ab 1999 am Berklee College of Music in Boston und machte 2001 in Graz seinen Abschluss mit Auszeichnung. Außerdem war er auch in Uganda und Marokko zu Studienaufenthalten.
Mikula gehört zum Ensemble Donauwellenreiter, mit dem er vier Alben vorlegte, und arbeitet auch im Quintett von Sänger-Akkordeonist Stefan Sterzinger. Er spielte mit Musikern aus dem Balkan (Sandy Lopicic, Martin Lubenov, Nikola Zaric, Petar Ralchev, Nataša Mirković), aus der Türkei (Selen Gulun, Sakina Teyna, Sabri Tuluğ Tırpan, Sertab Erener, Özlem Bulut), aus dem Iran (Golnar Shayar, Mahan Mirarab, Mona Matbou Riahi, Mohammad Khodadadi, Nariman Hodjati) und aus Afrika (Marema, Cheikh Ndao, Juliet Sessanga, Albert Bisaso). Im Jazzbereich arbeitete er mit Tord Gustavsen, Ulrich Drechsler, José Maria Saluzzi, Chris Gall, Peter Rom und Elias Meiri; weiterhin wirkte er mit Matthias Loibner, Deishovida und mit Mika Vember.
2013 legte Mikula sein Soloalbum Drumsongs vor, dem 2021 als weiteres Soloalbum Music for Drums folgte, das gleichfalls Beachtung durch die Kritik fand: „Hier taucht man ein in einen faszinierenden Mikrokosmos der Klänge, filigran und vielschichtig, zugleich geprägt von Reduktion und struktureller Klarheit. Allein der krispe, kristalline Klang eines Beckens, er kann bei Jörg Mikula zum Ereignis werden.“
Mikula ist zudem Dozent am Vienna Music Institute, wo er Schlagzeug, Ensemble und Perkussion unterrichtet. Er ist mit der Cellistin Rina Kaçinari verheiratet, mit der er auch im Duo auftritt.